# Drew Minter
Pour les articles homonymes, voir Minter.
Drew Minter, né le 11 novembre 1955 à Washington, est un contre-ténor américain.

## Biographie
Drew Minter est né le 11 novembre 1955 à Washington DC. À neuf ans il est soprano à la cathédrale de Washington. Il fréquente l'Université de l'Indiana et la Musikschule de Vienne. Il étudie en privé avec Marcy Lindheimer, Myron McPherson, Rita Streich et Erik Werba. Au début de sa carrière, il fait partie d'ensembles de musique ancienne, dont le Waverly Consort à New York. En 1983 est révélé dans le rôle-titre d'Orlando de Haendel. Drew Minter est l'un des membres fondateurs du  Newberry Consort (en), avec lequel il a joué et réalisé de nombreux enregistrements.